# Jacob Plange-Rhule
Jacob Plange-Rhule (Winneba, 27 de julho de 1957 — Acra, 10 de abril de 2020) foi um médico ganense, acadêmico e reitor do Gana College of Physicians and Surgeons de outubro de 2015 até sua morte em 2020.
No momento da sua morte, Plange-Rhule era o chefe do Departamento de Fisiologia da Escola de Ciências Médicas em Kumasi, Gana. Foi médico consultor no Departamento de Medicina do Hospital de Ensino Komfo Anokye (KATH) em Kumasi, onde fundou a Clínica de Hipertensão e Renal e a chefiou por mais de duas décadas.

## Biografia
Nasceu em 27 de julho de 1957, em Winneba, Região Central de Gana. Ele teve seu ensino médio na Academia de Accra, onde concluiu em 1976 antes de ingressar na Universidade de Ciência e Tecnologia Kwame Nkrumah. Formou-se em Medicina, com ênfase em Cirurgia  pela Faculdade de Ciências Médicas da Universidade de Ciência e Tecnologia Kwame Nkrumah em 1984. Concluiu seu doutorado em fisiologia renal na Universidade de Manchester, na Inglaterra.
Além de servir como reitor da Faculdade de Médicos e Cirurgiões de Gana de 2015 a 2020, Plange-Rhule foi o ex-presidente da Associação Médica de Gana (GMA) e da Associação de de especialistas em Rim de Gana.

### Morte
Morreu vítima da COVID-19, em meio à pandemia de COVID-19 no Gana, no Centro Médico da Universidade de Gana em Acra em 10 de abril de 2020, aos 62 anos de idade. Ele deixou sua esposa, a pediatra Gyikua e três filhos.